# Галка Світлана Валентинівна
Світлана Валентинівна Галка (нар.. 20 квітня 1976, Гаврилов-Ям, Ярославська область, РРФСР, СРСР) — російська актриса, яка виступає найчастіше в жанрі пародії.

## Біографія
Народилася 20 квітня 1976 року в місті Гаврилов-Ям Ярославської області. 
Навчалася на філологічному факультеті Ярославського педагогічного інституту. У 1998 році закінчила акторське відділення Ярославського театрального інституту.
Працювала кореспондентом на телеканалах: «Росія» — програма «Вести-Москва», «Культура», а також ведучою новин на телеканалі «Столиця». Знімалася в програмах: «Ізмайловський парк», «Сміятися дозволяється», «Ти смішний!», «Зрозуміти. Пробачити», «Все по-нашому!», брала участь у фестивалі гумору та естради «Москва — Ялта — Транзит». З 2008 року — артистка трупи шоу «Велика різниця». Більше 15 ролей у серіалах. «Любити не можна забути», «Вороніни», «Щасливі разом», «Уральська мереживниця», «Адвокат», «Гонитва за тінню», «Газівник», «Людина-приманка», «Шапіто», «Прокурорська перевірка», «Москва три вокзалу», «Світлофор», «Другий», «Павутиння-4» .

## Нагороди
- Двічі лауреат міжнародного конкурсу «Пілар» у номінації «За яскравий артистичний талант» (2006, 2007)[2]